# Маурер, Хосе Клементе
Хосе Клементе Маурер (исп. José Clemente Maurer; 13 марта 1900, Пютлинген, Германская империя — 27 июня 1990, Сукре, Боливия) — первый боливийский кардинал, редемпторист. Титулярный епископ Сеа и вспомогательный епископ Ла Паса с 1 марта 1950 по 27 октября 1951. Архиепископ Сукре с 27 октября 1951 по 30 ноября 1983. Кардинал-священник с 26 июня 1967, с титулом церкви Сантиссимо-Реденторе-э-Сант-Альфонсо-ин-виа-Мерулана с 29 июня 1967. Участник Второго Ватиканского собора.

## Источник
- Информация  (англ.)